# Marcus Arruntius Aquila (Konsul 66)
Marcus Arruntius Aquila war ein im 1. Jahrhundert n. Chr. lebender Angehöriger des römischen Senatorenstandes.
Durch die Arvalakten des Jahres 66 ist ein Marcus Arruntius als Suffektkonsul belegt; sein Cognomen und der Name seines Amtskollegen sind in der Inschrift jedoch nicht erhalten. Durch vier weitere Inschriften ist belegt, dass ein Marcus Arruntius Aquila zusammen mit Marcus Vettius Bolanus Suffektkonsul war. Giuseppe Camodeca und Paul A. Gallivan nehmen an, dass der Marcus Arruntius der Arvalakten mit Marcus Arruntius Aquila identisch ist und dass die beiden daher im Jahr 66 Suffektkonsuln waren. Bei der Epigraphik-Datenbank Clauss-Slaby werden diese Inschriften ebenfalls in das Jahr 66 datiert.
Er war vermutlich der Vater von Marcus Arruntius Aquila, einem Suffektkonsul im Jahr 77; da der Zeitraum zwischen dem Konsulat des Vaters und dem des Sohnes relativ kurz ist, dürfte der Vater den Konsulat erst im fortgeschrittenen Alter erreicht haben. Möglicherweise war er ursprünglich ein Angehöriger des römischen Ritterstandes (Eques) und ist mit Marcus Arruntius Aquila identisch, der durch eine Inschrift um 50/51 als Procurator in Pamphylia belegt ist.

## Amtszeit
Laut Paul von Rohden ist er in den Arvalakten für den 1. Juli des Jahres als Suffektkonsul belegt. Laut Paul A. Gallivan sind die beiden Konsuln für den 25. September und den 23. November belegt; er geht davon aus, dass sie von September bis Dezember amtierten.